# Silent Hill Origins
Silent Hill Origins (conocido en Japón como Silent Hill Zero) es un videojuego de terror desarrollado por Climax Group y publicado por Konami en 2007 para la videoconsola PlayStation Portable. En 2008 también se publicó la versión para PlayStation 2. El juego es parte de la serie con el mismo nombre, que trata sobre un misterioso pueblo llamado Silent Hill.
Este videojuego es la precuela del primer Silent Hill, También fue muy criticado debido a su bajo nivel gráfico, especialmente en la versión de PlayStation 2. Sigue la historia del camionero Travis Grady, quien se encuentra atrapado en un pueblo rodeado de niebla después de salvar a una niña de una casa en llamas. Mientras investiga el misterio del destino de la niña en Silent Hill, también descubre verdades olvidadas de su propia infancia.

## Sistema de juego
Silent Hill Origins sigue la misma fórmula básica de las entregas anteriores de la serie. Se muestra desde una perspectiva en tercera persona con ángulos de cámara alternantes; en lugar de tener una opción para mover la cámara, el jugador ahora puede presionar un botón para ubicarla detrás de Travis. El juego también tiene una pantalla sin HUD, y el nivel de vitalidad no puede verse sin abrir el inventario. Sin embargo, cuando la salud de Travis está en un nivel crítico, los bordes de la pantalla vibran en color rojo y pueden oírse latidos rápidos de corazón.
A diferencia de entregas anteriores, Silent Hill Origins provee un sistema de combate más profundo, pero sin alejarse de la exploración y habilidad de huir de los enemigos. En todo el pueblo Travis encuentra multitud de armas blancas, incluyendo martillos, escalpelos, tablas de madera, llaves e incluso televisores portátiles. Todas las armas se pueden romper (la resistencia restante de un arma se representa con un símbolo coloreado) y algunas, como los televisores y las tostadoras, son de un solo uso, pero también son considerablemente destructivas. Una nueva característica implementada debido a la naturaleza rompible de las armas permite al jugador cambiar su arma equipada con el uso de la cruceta. El juego también introduce el sistema de «forcejeo», ya que algunos enemigos pueden agarrar a Travis, y una combinación de botones se le presenta al jugador para poder escapar. Si el jugador ejecuta un forcejeo exitoso, puede evitar que hieran a Travis.
El Otro Mundo de las entregas anteriores regresa, esta vez accesible a través de espejos encontrados a lo largo del juego. El movimiento libre entre los dos mundos crea un nuevo giro en el sistema de acertijos de la serie. Frecuentemente, las acciones en un mundo afectarán al otro; por ejemplo, levantar una utilería en el escenario del teatro creará una reacción similar en el otro mundo.

## Argumento

### Sinopsis
Silent Hill Origins transcurre 7 años antes de los sucesos de Silent Hill 1 y sigue al protagonista Travis Grady, un camionero aparentemente normal, que sufre de pesadillas con un extraño sentido de familiaridad para él. Trabajando cerca del pueblo de Silent Hill ve la figura de una niña caminando frente a su camión, forzándolo a virar bruscamente y casi chocar; aunque inicialmente no tiene suerte encontrando a la niña, finalmente la ve corriendo y la persigue, pensando que podría estar herida. En lugar de encontrar a la niña encuentra una casa en llamas, y al ver a una mujer al lado de esta desaparecer y oír un grito dentro, entra para rescatar a posibles ocupantes atrapados. Travis rescata a una pequeña niña del incendio y se desploma fuera de la casa, despertando luego en Silent Hill.
Preguntándose por el destino de la niña, Travis se dirige al hospital Alchemilla, pero lo encuentra casi desierto; allí conoce al Dr. Michael Kaufmann, quien dice que ninguna niña con quemaduras es paciente allí. En otro cuarto Travis encuentra un gran espejo que contiene el reflejo horroroso de una versión retorcida de la habitación; la niña aparece entonces en el reflejo y lo provoca a tocarlo. Al hacerlo, se encuentra en el Otro mundo. Finalmente, Travis encuentra un objeto triangular extraño antes de desmayarse y regresar al hospital normal, donde conoce a Lisa Garland, una enfermera que le informa que la niña a quien Travis rescató, Alessa Gillespie, murió. Ambos dejan el hospital y van al sanatorio Cedar Grove, atravesando el protagonista una ciudad cubierta en niebla y con criaturas grotescas. Una vez allí, Travis conoce a Dahlia Gillespie. Esta le dice que la casa en llamas era suya y la niña quemada su hija. Travis también encuentra archivos y sufre flashbacks que sugieren que su madre, Helen Grady, trató de suicidarse y asesinarlo hace años, después de enojarse con el padre de Travis. También, empieza a ser acosado por una criatura llamada «The Butcher» (El carnicero). Grady obtiene otro objeto de forma triangular antes de volver a la entrada del sanatorio.
Travis continúa encontrando pistas que lo llevan primero al teatro Artaud y luego al motel Riverside, el cual contiene recuerdos sobre su niñez y el conflicto entre sus padres. Al final, Travis localiza otra pieza triangular. Alessa continúa apareciendo en los espejos que él va encontrando, pero no puede obtener respuestas de ella antes de despertar de nuevo en el hospital, donde obtiene la pieza triangular final y las monta para formar el Flauros, un artefacto inusual usado en el primer juego. Su función en Origins es incrementar el poder de Alessa y librarla de un hechizo que está usando Dahlia, quien es parte de un culto religioso y, en realidad, quemó a Alessa como parte de un ritual para realizar el nacimiento de una criatura a la que ellos llaman Dios. Al encontrar un mapa dibujado por Alessa cuando era niña, Travis se dirige a los terrenos rituales del culto. Allí se enfrenta a las figuras de este, incluyendo a Kaufmann, rodeando el cuerpo quemado de la niña. Kaufmann incapacita a Travis, y él es transportado a un sueño para pelear contra una criatura demoníaca: el Sueño de Alessa; Travis derrota al monstruo y lo sella usando el Flauros.

#### Finales
GOOD (BUENO): Travis finalmente logra salir al mundo real y vuelve al lugar donde se encontraba su camión, al ver por el espejo retrovisor ve a Alessa con un recién nacido en los brazos, Travis le dedica una pequeña sonrisa tras aquello cambia el kilometraje de su camión a cero dando a entender que por fin ha podido superar su doloroso pasado y seguir con su vida luego sigue su camino alejándose del pueblo mientras Alessa observa, luego se puede escuchar a un hombre y una mujer encontrando al bebé. Son Harry Mason y su esposa Jodie y el bebé en cuestión, es la otra mitad del alma de Alessa la cual se ha separado de su cuerpo en un intento de debilitar a la deidad latente en su interior. Ambos dicen que la nombrarán Cheryl, luego se puede oír al Dr. Kauffman hablando con Dahlia diciendo que realizarán un hechizo para traer de vuelta la otra mitad del alma de Alessa, pero que eso llevará tiempo dando así comienzo a los acontecimientos del primer juego.
BAD (MALO): Se consigue matando más de 200 enemigos en todo el juego, Travis se despierta atado a una camilla cada vez más desesperado oye las voces de sus víctimas dando a entender que es la verdadera identidad del carnicero.
UFO (OVNI): Para obtenerlo se necesita tomar la llave de la habitación 502 del Riverside Motel, que se encuentra en la salida de incendios frente al hospital Alchemilla. Al usarla, comenzará una cinemática en la que se ve a Travis intentando usar la llave, la cual no funciona, Travis se sorprende y ve la luna salir, él la ve con cariño unos segundos, una nave se le acerca y aterriza justo en frente de él, el Alien y Mira (el perro) lo saludan, Travis les pregunta si han visto su camión, a lo que le responden que su camión está en su planeta, Travis se alegra y se va con ellos en la nave.

### Personajes
Anexos: Personajes de Silent Hill, Monstruos de Silent Hill
- Travis Grady es un camionero normal con un pasado problemático. Su sueño es frecuentemente interrumpido por pesadillas que nunca puede recordar; sólo sabe que son aterradoras e inquietantemente familiares. Conduciendo cerca de Silent Hill se encuentra con una casa en llamas donde rescata a una niña, y esto lo lleva al Otro Mundo del misterioso pueblo. Allí Travis descubre que fue abusado por su madre y que ella trató de asesinarlo y suicidarse. Su madre fue internada en el sanatorio Cedar Groves, donde explicó los motivos de sus acciones, diciendo que su hijo era una peste y que tenía un diablo dentro de él. También se revela que el padre de Travis se suicidó cuando Travis era apenas un niño. Alessa usa a Travis para reunir las piezas del artefacto Flauros y ayudarla a detener al culto de Silent Hill. Travis también aparece como cameo en la introducción del juego Silent Hill: Homecoming y en el final de la película Silent Hill: Revelation 3D cuando toman a los protagonistas diciendo :"hace años que no tomo esta ruta" en alusión al juego. El actor de doblaje de Travis adulto es Mikey O'Conner, y de Travis niño Ben Eli.[9]

- Alessa Gillespie es la niña misteriosa a quien Travis salva. Alessa fue sacrificada por su madre, Dahlia Gillespie, en un ritual para forzar a Alessa a dar a luz al dios del culto de Silent Hill. Alessa guía a Travis en el Otro Mundo para que él reúna las piezas del Flauros y pueda librarla de un hechizo impuesto por Dahlia. Al final de la historia Travis destruye al sueño de Alessa, y el Flauros le da el poder para dividir su alma en dos y evitar que el nacimiento de Dios se complete. Este personaje apareció originalmente en Silent Hill y Silent Hill 3. Su actriz de doblaje en Origins es Jennifer Woodwood.[9]

- Michael Kaufmann es un hombre frío y científico que trabaja en el hospital Alchemilla como médico. Kaufmann aparece cerca del grupo religioso de Silent Hill y aunque no es un miembro supervisa el comportamiento del culto. En Origins Kaufmann encubre el ritual de Dahlia y hace pasar a Alessa por muerta. Kaufmann apareció en el primer Silent Hill y "Silent Hill:Shattered Memories" su actor de doblaje es John Chancer.[9]

- Dahlia Gillespie es una seguidora devota y fanática de la religión del pueblo y crio a Alessa para hacer lo que fuera necesario por el bien del culto. Sus creencias la llevaron a inmolar a su propia hija para realizar el nacimiento del dios del culto. Dahlia trabaja con Kaufmann para encubrir el sacrificio de Alessa y evitar que Alessa haga imposible el nacimiento del ser supremo. Al final del juego Travis ayuda a Alessa a dividir su alma en dos y a frustrar los planes de Dahlia, pero Dahlia empieza a efectuar un hechizo para reunir las dos mitades del alma de su hija. El personaje apareció originalmente en el primer Silent Hill, y su actriz de doblaje en Origins es Laurence Bouvard.[9]

- Lisa Garland es una enfermera que trabaja en el hospital Alchemilla y posee un carácter amable, coqueto e inocente. Lisa apareció en el primer Silent Hill y su actriz de doblaje en Origins es Jennifer Woodward.[9]

## Desarrollo
Antes del estreno en 2006 de la primera adaptación al cine de la serie, Silent Hill, había especulación sobre planes de Konami para lanzar un remake del primer videojuego de la serie con la protagonista del filme Rose Da Silva tomando el lugar del protagonista original, Harry Mason. Esta especulación se intensificó con una entrevista del director de la película Christophe Gans y con una lista filtrada de Konami que incluía Silent Hill: Original Sin (‘pecado original’) para PlayStation Portable. El productor de Origins, William Oertel, confirmó meses después que la idea de un remake había sido considerada por Konami, pero que finalmente fue rechazada.
Silent Hill Origins fue anunciado en el E3 de 2006; el comunicado de prensa detalló un argumento básico e información de jugabilidad, y también anunció que sería producido por Climax Studios y no por el Team Silent de Konami, quienes habían desarrollado las entregas anteriores. El argumento del juego fue escrito por Sam Barlow, quien consultó con Team Silent para mantener el título canónico en la serie, mientras que la banda sonora fue compuesta, como es habitual, por Akira Yamaoka. Los primeros avances del juego mostraban un cambio radical del estilo de juego original con la inclusión de un ángulo de cámara al estilo Resident Evil 4, aunque Oertel acentuó que Origins no sería un juego de disparos en primera persona. Travis tendría acceso a seis armas: tres armas blancas y tres armas de fuego, incluyendo una pistola, un revólver y una escopeta. También había planes de introducir una visión láser en la pistola de Travis y un nuevo sistema de barricadas que permitiría al jugador bloquear a los monstruos del acceso a otras áreas con objetos improvisados. Para este momento se esperaba que la publicación del juego fuese a finales de 2006.
En octubre de 2006, el equipo estadounidense de Clímax que trabajaba en Origins fue despedido, con rumores circulando diciendo que la producción del juego se estaba convirtiendo en «un desastre por mala administración y fechas límites poco realistas», y que se esperaba que la versión final tuviera «solo de tres a cuatro horas de tiempo de juego». La producción del juego fue subsecuentemente transferida al Reino Unido para asegurar que el producto final fuera «un juego más sólido y más concentrado que provea a los fanáticos la experiencia que ellos quieren... una experiencia Silent Hill». La fecha de publicación también se pospuso. Más tarde, los avances mostraban que el juego había cambiado significativamente, y contaba con más jugabilidad en la línea en la que se encontraban los títulos anteriores de la serie, desechando el ángulo de cámara de Resident Evil 4. Los cambios fueron bien recibidos por los observadores.
El 19 de agosto de 2007, una demostración del juego fue filtrada a sitios de descarga en Internet; Climax, sin demora, negó ser la fuente del contenido filtrado. El juego fue publicado en noviembre de 2006 en América del Norte y Europa, y en diciembre en Japón y Australia. El juego japonés tenía el título alternativo de Silent Hill Zero. En diciembre de 2007, el sitio de Internet Kotaku comunicó que era probable que Origins tuviera una versión de Clímax para la consola PlayStation 2 para que una mayor audiencia pudiera jugar el título, y que tal versión vería la luz en marzo de 2008. En enero de 2008 Konami confirmó oficialmente que una versión para PlayStation 2 estaba en desarrollo. Origins fue publicado para PlayStation 2 en Norteamérica en marzo, y en Europa en mayo, de 2008.

### Banda sonora
La banda sonora fue compuesta por Akira Yamaoka, como en todas las otras entregas sacadas a la venta al público a nivel mundial. Otra vez se usaron pistas vocales empleando la voz de Mary Elizabeth McGlynn y letra de Joe Romersa. En esta ocasión, esta banda sonora solo fue publicada en Japón, en 2008.

## Recepción y crítica
Las reseñas de Silent Hill Origins fueron generalmente positivas. Su lanzamiento original para PlayStation Portable recibió una media de 78 sobre 100 en Metacritic y un rango de 78% en Game Rankings. La versión de PlayStation 2 recibió menores calificaciones y obtuvo 70 sobre 100 y 72% respectivamente.
La mayoría de la crítica negativa provenía de la «estricta adherencia» a la fórmula de la serie; la reseña de GameSpot comentó que «esta vieja niebla necesita aprender algunos trucos nuevos» y detalló que el juego proveía «una aventura enteramente convencional que se confía de sellos de una franquicia de ocho años a expensas de cualquier cosa verdaderamente nueva». También se notaron algunos problemas de cámara, especialmente en corredores estrechos.